# مايكل ماكندو
مايكل ماكندو (بالإنجليزية: Michael McIndoe)‏ (2 ديسمبر 1979 بإدنبرة في المملكة المتحدة - ) هو لاعب كرة قدم بريطاني في مركز جناح ‏. شارك مع منتخب اسكتلندا الثانوي لكرة القدم ‏. أما مع النوادي، فقد لعب مع ديربي كاونتي وكوفنتري سيتي وميلتون كينز دونز ونادي بارنسلي ونادي بريستول سيتي ونادي دونكاستر روفرز ونادي لوتون تاون ووولفرهامبتون واندررز ويوفل تاون ونادي هيرفورد.

## وصلات خارجية
- مايكل ماكندو على موقع قاعدة بيانات كرة القدم.إي يو (الإنجليزية)
- مايكل ماكندو على موقع Soccerbase.com (لاعب) (الإنجليزية)
- مايكل ماكندو على موقع عالم كرة القدم.نت (الإنجليزية)